# Дмитро Саїн (Онуфрійович)
Дмитро Онуфрійович Саїн (народився 1943) - директор Молдавського науково-дослідного інституту туберкульозу (1982–1988 рр.), координатор Національної програми контролю та профілактики туберкульозу, доктор медичних наук.

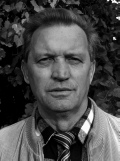

## Біографія

### Походження й освіта
Народився 1943 року в с. Баламутівці Чернівецької області. Спочатку навчався в місцевій школі, а середню освіту здобув у Ржавинцях (1961 р.). У 1967 закінчив Чернівецький медінститут (нині Буковинський державний медичний університет). Працював лікарем-фтизіатром у Рокитнівській центральній районній лікарні (1967–1971 рр.); згодом – на такій же посаді в Резинській центральній районній лікарні Молдавської РСР (1971–1977 рр.).

### Наука і практичний досвід
Міністерство охорони здоров’я Молдавії помітило здібного спеціаліста  і призначає його головним лікарем клініки №2 Молдавського науково-дослідного інституту туберкульозу. Це дає можливість Дмитру Саїну проявити свої організаторські здібності, реалізувати на практиці власні методики лікування. З 1982 по 1988 роки він, як цілком сформований керівник очолює Молдавський науково-дослідний інститут туберкульозу. В цьому ж інституті він захищає кандидатську дисертацію (1984 р.) і багато практикує. У 1988-1997 роках працює на посаді заступника директора інституту профілактичної і клінічної медицини. Нагромаджені знання і великий практичний досвід дають можливість захистити докторську дисертацію (1990 р.). У 1997-2004 рр. Дмитро Онуфрійович завідує відділом Інституту фтизіопульмонології Республіки Молдова. З 2004 року – координатор Національної Програми з контролю і профілактики туберкульозу.

## Нагороди
За багаторічну сумлінну працю Саїн Дмитро Онуфрійович нагороджений медаллю «За доблесну працю» та орденом «Знак Пошани».

## Важливі дати
1961 році закінчив Ржавинецьку середню школу.
1961-1967р.р. – Чернівецький медінститут.
1967-1971р.р. – лікар-фтизіатр Рокитнівської центральної районної лікарні.
1971-1977р.р. – лікар-фтизіатр Резинської ЦРК Молдавської РСР.
1977-1982р.р. – головний лікар клініки №2 Молдавського науково-дослідного інституту туберкульозу.
1982-1988р.р. – директор Молдавського науково-дослідного інституту туберкульозу.
1984 р. захистив кандидацьку дисертацію.
1988-1997р.р. – заступник директора інституту профілактичної та клінічної медицини.
1990 р. захистив докторську дисертацію.
1997-2004р.р. – завідуючий відділом інституту фтизіопульмонології республіки Молдова.
З 2004 по даний час координатор Національної програми контролю та профілактики туберкульозу.